# Криза на чеському телебаченні

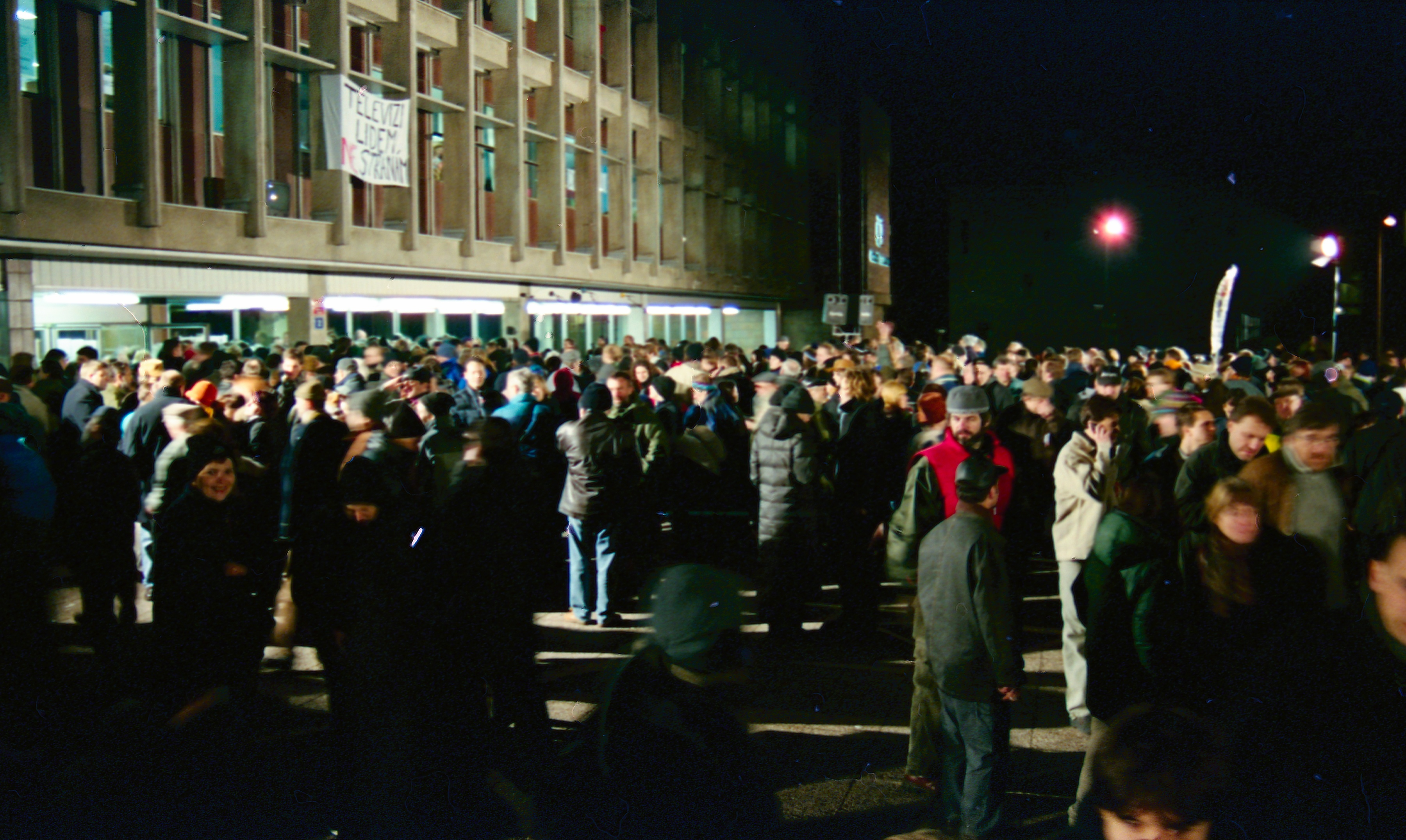

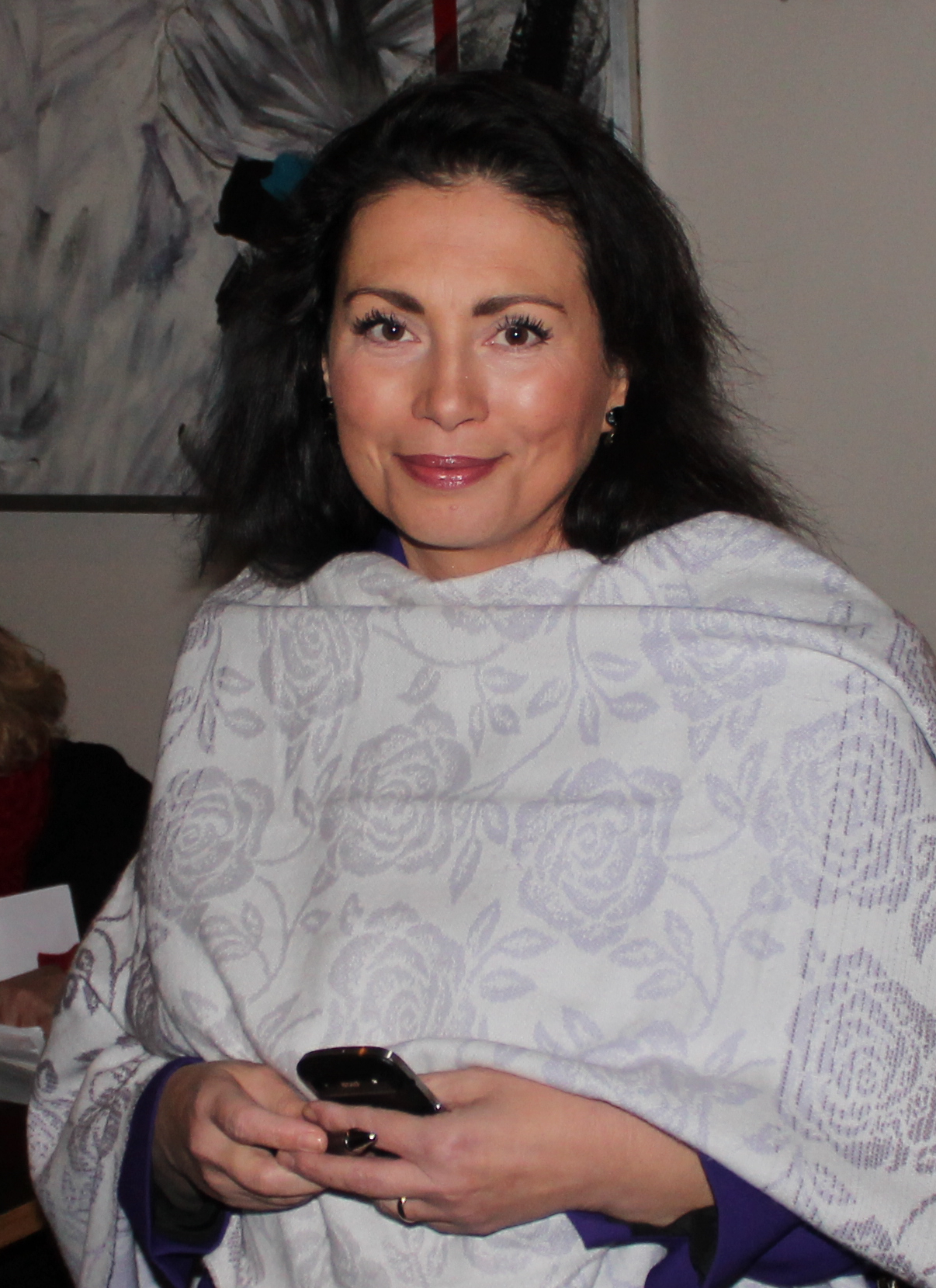
Телеведуча Яна Бобошикова

Криза на Чеському телебаченні (чеськ. Krize v České televizi) — конфлікт, що розгорівся на Чеському телебаченні в кінці 2000 року і тривав до січня 2001 року (активна фаза — з 24 грудня 2000 по 9 січня 2001). В ході кризи новопризначений генеральний директор Іржі Годач спробував приватизувати суспільне телебачення, для чого звільнив низку співробітників і заборонив випуск в ефір низки телепрограм.
Криза була викликана зміною керівництва на телебаченні: відставкою колишнього незалежного керівника Душана Хмелічека і пришестя до влади Іржі Годача, який почав агітацію на Чеському телебаченні за Громадянську демократичну партію і її лідера, майбутнього президента Чехії Вацлава Клауса, і не випускав в ефір програми журналістів, чи не підтримували політичний курс Годача , а деякі з них були і зовсім звільнені за дивним мотивами (наприклад, за «неправильні питання» на ток-шоу).
З 24 грудня 2000 випуски новин виходили за участю ставлениці Годача Яни Бобошикової. Журналісти, яких Годач звільнив з причини незгоди з офіційною політикою Чеського телебачення, відмовилися покидати будівлю і окупували студію новин. У відповідь на це Годач фактично відключив Перший і Другий телеканали Чеського телебачення, а спроби виходу в ефір журналістів переривалися повідомленням про технічні неполадки. Втім, у Чехії в ряді будинків вдалося переналаштувати телеприймачі так, щоб можна було дивитися телепередачі як з «Бобовідення» (презирливе назва телепередач за участю Бобошикової), так і передачі опозиційних журналістів.
На боці протестувальників виступили ряд політиків, в тому числі Президент Вацлав Гавел. В результаті криза завершилася з відставкою Годача і всіх його людей, на його місце був призначений Іржі Балвін. Протест став найбільшим в історії Чехії з часів Оксамитової революції.